# Listapad
Vous pouvez aider à l'améliorer ou bien discuter des problèmes sur sa page de discussion.
- Il ne cite pas suffisamment ses sources. Vous pouvez indiquer les passages à sourcer avec {{référence nécessaire}} ou {{Référence souhaitée}}, et inclure les références utiles en les liant aux notes de bas de page. (Marqué depuis mars 2024)
- Il contient une ou plusieurs listes. Le texte gagnerait à être rédigé sous la forme d’un ou plusieurs paragraphes synthétiques, afin d’être plus agréable à lire. (Marqué depuis mars 2024)
- Le résumé introductif est trop court. En l'état, il ne respecte pas les recommandations. Vous pouvez l'améliorer en le développant. (Marqué depuis mars 2024)
- Il a besoin d’être illustré. Des médias (images, animations, vidéos, sons) sous licence libre ou du domaine public sont les bienvenus pour l'améliorer.
Si vous êtes l’auteur d’un média que vous souhaitez partager, importez-le. Si vous n’êtes pas l’auteur, vous pouvez néanmoins faire une demande de libération d’image à son auteur. (Marqué depuis mars 2024)

- Archive Wikiwix
- Bing
- Cairn
- DuckDuckGo
- E. Universalis
- Gallica
- Google
- G. Books
- G. News
- G. Scholar
- Persée
- Qwant
- (zh) Baidu
- (ru) Yandex
- (wd) trouver des œuvres sur Wikidata

Listapad est un festival international du film se déroulant annuellement à Minsk.

## Fondateurs et organisateurs
- Ministère de la Culture de Biélorussie
- Comité exécutif de Minsk
- Union biélorusse des cinéastes
- Studio de cinéma Belarusfilm
- Compagnie nationale de la télévision et de la radio de la République du Bélarus
- Entreprise républicaine unitaire "Centre biélorusse de vidéo"

Avec l'aide de: 
- Ministère des Affaires étrangères de la République de Biélorussie
- Assemblée parlementaire du Bélarus et de la Russie
- Comité permanent d’État allié

## Objectifs
- Soutien des films de fiction, la formation du haut statut social et culturel du cinéma
- Maintien de l’espace cinématographique unique de la Russie, CEI et pays baltes, pays extérieurs à l'ex-URSS
- Développement des contacts créateurs, échange d’expérience et d’idées entre les cinéastes de la République du Bélarus et les pays étrangers
- Assistance aux jeunes créateurs dans le domaine de la cinématographie
- Démonstration aux spectateurs biélorusses des meilleurs films de la production des deux dernières années, marqués aux festivals internationaux et reconnus par les cinéastes et les spectateurs
- Renforcement des liens culturels entre la Biélorussie et les pays étrangers, ainsi que des liens créatifs des pays participants au forum de cinéma
- Popularisation des progrès de la cinématographie des pays différents

## Histoire
À l'origine, Listapad a été conçu comme un festival de cinéma des pays baltes et de CEI. En général, ont été sélectionnés les films qui ne s’étaient pas retrouvés en large distribution, mais clairement illustraient la culture d'un pays. C’est de cette manière-là que le festival a été présenté au public en novembre 1994.
Avec le temps le festival s’est agrandi, et, en 2003, a officiellement acquis un statut international. C'est alors qu'on a présenté à Minsk les films de Russie, de Pologne, des États-Unis, d’Iran, de Serbie, de Bulgarie, de la République tchèque, de Chine et du Japon.

## Listapad 2010
En 2010, le festival a été présenté dans un nouveau format. Son programme comprenait :
- la compétition principale des films de fiction (12 films),
- la compétition du nouveau cinéma (9 films débutants des réalisateurs du monde entier, y compris – d’Inde, du Pérou, de Venezuela, d'Espagne, d'Uruguay),
- la démonstration de concours des films de non-fiction (20 films),
- la compétition des nouveaux films de non-fiction (12 films).

Masakra, le film du réalisateur Andreï Koudinenko, a été présenté dans la compétition principale. 
Pour la première fois au XVIIe Festival international du film de Minsk “Listapad”, c’est le jury professionnel qui a choisi le gagnant et non pas les spectateurs. Les organisateurs du festival ont expliqué cette innovation parce que les spectateurs ne peuvent pas voir tous les films en compétition, ce qui n'est pas juste. Et avant de prendre une décision le jury professionnel regardent tous les films.

## Direction du festival
- Guennadi Davydko – président du festival
- Angelica Kratchevskaïa – directrice du festival
- Irina Demianova – directrice de programme des films documentaires
- Igor Soukmanov – directrice de programme des films de fiction
- Xenia Danina – directrice de programme du festival des films pour les enfants et les jeunes « Listapadzik »

## Palmarès
Grand Prix
- 1999 : Le Tireur d'élite de Stanislav Govoroukhine (Russie)
- 2000 : La Fille du capitaine d'Alexandre Prochkine (Russie)
- 2001 : Viens me voir de Oleg Yankovski (Russie)
- 2002 : Le Coucou d'Alexandre Rogojkine (Russie)
- 2003 : Le Retour de Andreï Zviaguintsev (Russie)
- 2004 : Un chauffeur pour Véra de Pavel Tchoukhraï (Russie)
- 2005 : L'homme ne vit pas que de pain de Stanislav Govoroukhine (Russie)
- 2006 : Je n'ai pas mal de Alekseï Balabanov (Russie)
- 2007 : La Vie des autres, Florian Henckel von Donnersmarck (Allemagne)
- 2008 : La Passagère (Пассажирка, Passajirka) de Stanislav Govoroukhine (Russie)
- 2009 : The World is Big de Stephan Komandarev (Bulgarie)
- 2010 : My Joy de Sergei Loznitsa (Ukraine)
- 2011 : Le Chasseur (Охотник) de Bakour Bakouradzé (Russie)
- 2012 : Dans la brume de Sergei Loznitsa (Ukraine)
- 2013 : Ida de Paweł Pawlikowski (Pologne)
- 2014 : The Tribe de Myroslav Slaboshpytskiy (Ukraine)
- 2015 : La Leçon (Ourok) de Kristina Grozeva et Petar Valtchanov (Bulgarie)
- 2016 : Lily Lane de Benedek Fliegauf (Hongrie)
- 2017 : 3/4 de Ilian Metev (Bulgarie)
- 2018 : Peu m'importe si l'Histoire nous considère comme des barbares de Radu Jude (Roumanie)
- 2019 : Atlantis de Valentyn Vassianovytch (Ukraine)